# Montana (Bulgaria)
Montana (in bulgaro Монтана?) è un comune bulgaro situato nel distretto di Montana di 65 595 abitanti (dati 2009). La sede comunale è nella località omonima

## Località
Il comune è formato dall'insieme delle seguenti località:
- Montana (sede comunale)
- Bezdenica
- Belotinci
- Blagovo
- Vinište
- Virove
- Vojnici
- Gabrovnica
- Gorna Verenica
- Gorno Cerovene
- Doktor Josifovo
- Dolna Verenica
- Dolna Riksa
- Dolno Belotinci
- Klisurica
- Krapčene
- Lipen
- Nikolovo
- Slavotin
- Smoljanovci
- Stubel
- Studeno buče
- Sumer
- Trifonovo

## Sport

### Calcio
La squadra principale è il Profesionalen Futbolen Klub Montana.